# Miękinia
Miękinia (deutsch: Nimkau) ist eine Stadt im Powiat Średzki der Woiwodschaft Niederschlesien in Polen. Es ist Sitz und Schulzenamt der gleichnamigen Stadt-und-Land-Gemeinde mit etwa 16.600 Einwohnern.

## Geographie

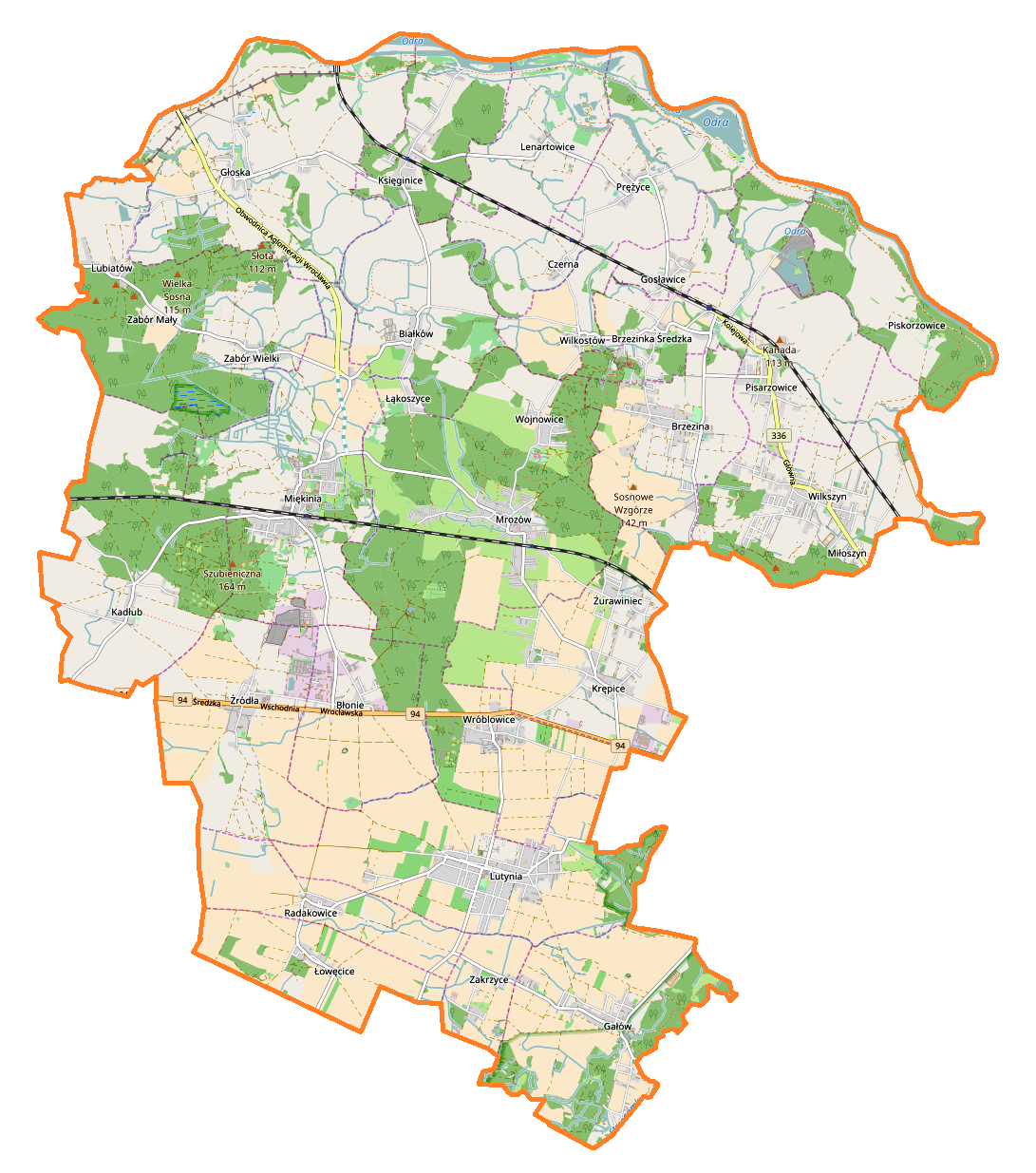
Karte der Landgemeinde

Das Stadtzentrum von Breslau liegt 25 Kilometer östlich, die Oder verläuft fünf Kilometer nördlich. Die Gemarkung des Ortes grenzt im Nordwesten an Zabór Wielki (Groß Saabor), im Norden an Głoska (Gloschkau), im Nordosten an Białków (Belkau), im Osten an Mrozów  (Nippern) mit Łąkoszyce, im Südosten an Błonie (Groß Heidau), im Südwesten an Źródła (Borne) und im Westen an Kadłub (Kadlau). Der 169 m n.p.m. hohe Galgenberg (Szubieniczne Wzgórze) im Südwesten der Stadt ist auch der höchste Punkt der Gemeinde. Im Mittelalter war dort ein Galgen aufgestellt, an dem wahrscheinlich Sträflinge aus Neumarkt hingerichtet wurden.
Im Norden und Südwesten liegen Mischwälder, Kiefernwälder und Erlenauen. Auf dem Gebiet des ehemaligen Guts wird heute Wein angebaut.

## Geschichte
Die erste Erwähnung als Nemkyna stammt aus dem Jahr 1305. Das Dorf mit 65 Bewohnern wurde in der Urkunde des Breslauer Domkapitels als klein, aber mit hohem Steueraufkommen erwähnt. Dreißig Jahre später wurde die Kirche geweiht. Minkyna wurde 1345 als fürstliches Lehen an die Familie von Seidlitz übertragen. Nymkin kam 1353 zum Herzogtum Breslau. Mit den Ländern der Böhmischen Krone kam der Ort unter die Herrschaft der Habsburger. Im folgenden Jahrhundert verwüsteten die Hussitenkriege Schlesien (1420–1434). Die Besitzer des Dorfs wechselten ebenfalls öfters. Im Jahr 1670 kam das Dorf an die Breslauer Jesuiten. Im Jahr 1742 kam der Ort an Preußen. In nächster Umgebung fand am 5. Dezember 1757 die Schlacht bei Leuthen statt. Nimkau wurde 1795 Besitz der Grafen Haugwitz.
Ende des 19. Jahrhunderts war Nimkau Sitz einer Dampfziegelei der Schlesischen Keramikwerke und einer Getreidemühle. Es gab zwei Baubetriebe, ein Sudhaus für Sirup, zwei Kauf- und zwei Lebensmittelläden. Bahnanschluss bestand an der Niederschlesisch-Märkischen Eisenbahn. Der Amtsbezirk Nimkau umfasste 1908 die Landgemeinden Belkau und Nimkau sowie die Gutsbezirke Belkau, Nimkau und Nimkau (Forst) und 1933 die Landgemeinden Belkau, Borne, Kadlau und Nimkau. Bis 1945 gehörte er zum Landkreis Neumarkt, Regierungsbezirk Breslau der Provinz Niederschlesien. Im Zweiten Weltkrieg eroberte am 9. Februar 1945 die Rote Armee das Gebiet der heutigen Gemeinde Miękinia, das bis Herbst 1945 an die Republik Polen übergeben wurde. Die  einheimische deutsche Bevölkerung wurde vertrieben.
Miękinia gehörte von 1945 bis 1954 zur Landgemeinde Przedmoście. Nach der Auflösung der Gromadas wurde der Miękinia 1973 Sitz der gleichnamigen Landgemeinde. Diese kam zum 1. Januar 1999 von der Woiwodschaft Breslau zur Woiwodschaft Niederschlesien. Zum 1. Januar 2023 wurde Miękinia zur Stadt erhoben.

## Baudenkmale und Sehenswürdigkeiten
Als denkmalgeschützte Sehenswürdigkeiten sind in das Nationale Denkmalregister der Woiwodschaft eingetragen:
- Die Mariä-Geburt-Kirche aus dem 14. Jahrhundert wurde nach einem Brand im Jahr 1710 bis 1711 im barocken Stil neu aufgebaut. Veränderungen fanden 1933 statt. Die Kirche wurde 1967–1968 restauriert. Der einschiffiger Bau hat einen Turm an der Westseite und einen dreiseitigem Chor. Die barocke Ausstattung der Kirche aus dem 18. Jahrhundert, mit einem geschnitzten Hauptaltar von 1711, ist erhalten geblieben.
- Das Herrenhaus wurde im 17. Jahrhundert erbaut und um die Wende zum 20. Jahrhundert verändert. Die Architektur ist schlicht, ohne repräsentatives Beiwerk. Es steht seit 1978 unter Schutz, der umgebende Park seit 1979. Seit der letzten Renovierung 1977 verfällt das Bauwerk in Privatbesitz.
- Das Rathaus war ein 1906 erbaute Unternehmervilla. Nach einer umfassenden Renovierung dient es seit 1990 als Amtsgebäude der Gemeinde.

Eine kleine Grabkapelle der Grafen Haugwitz von 1801 an der Kirche hat durch Renovierungsarbeiten sehr gelitten.

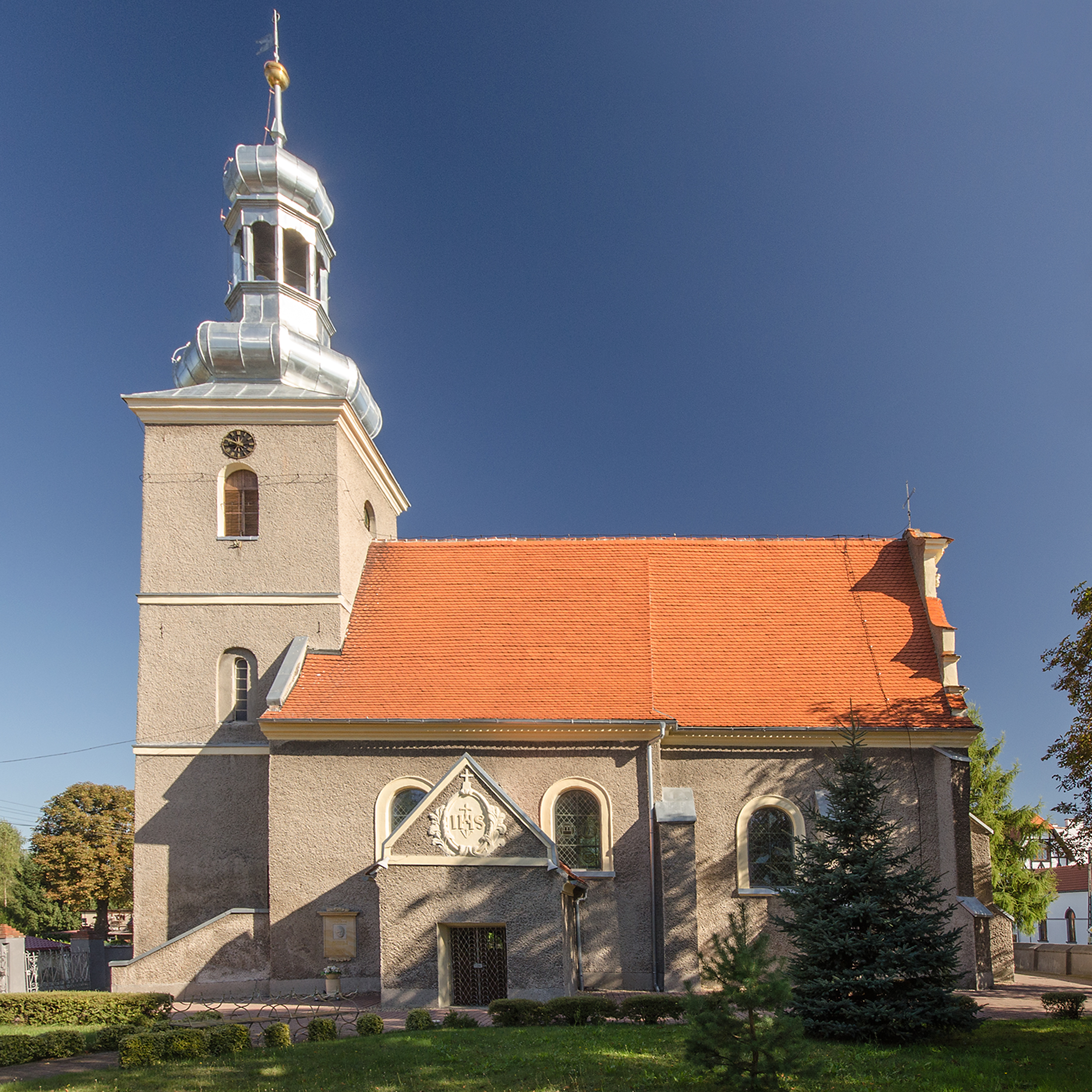
Kirche
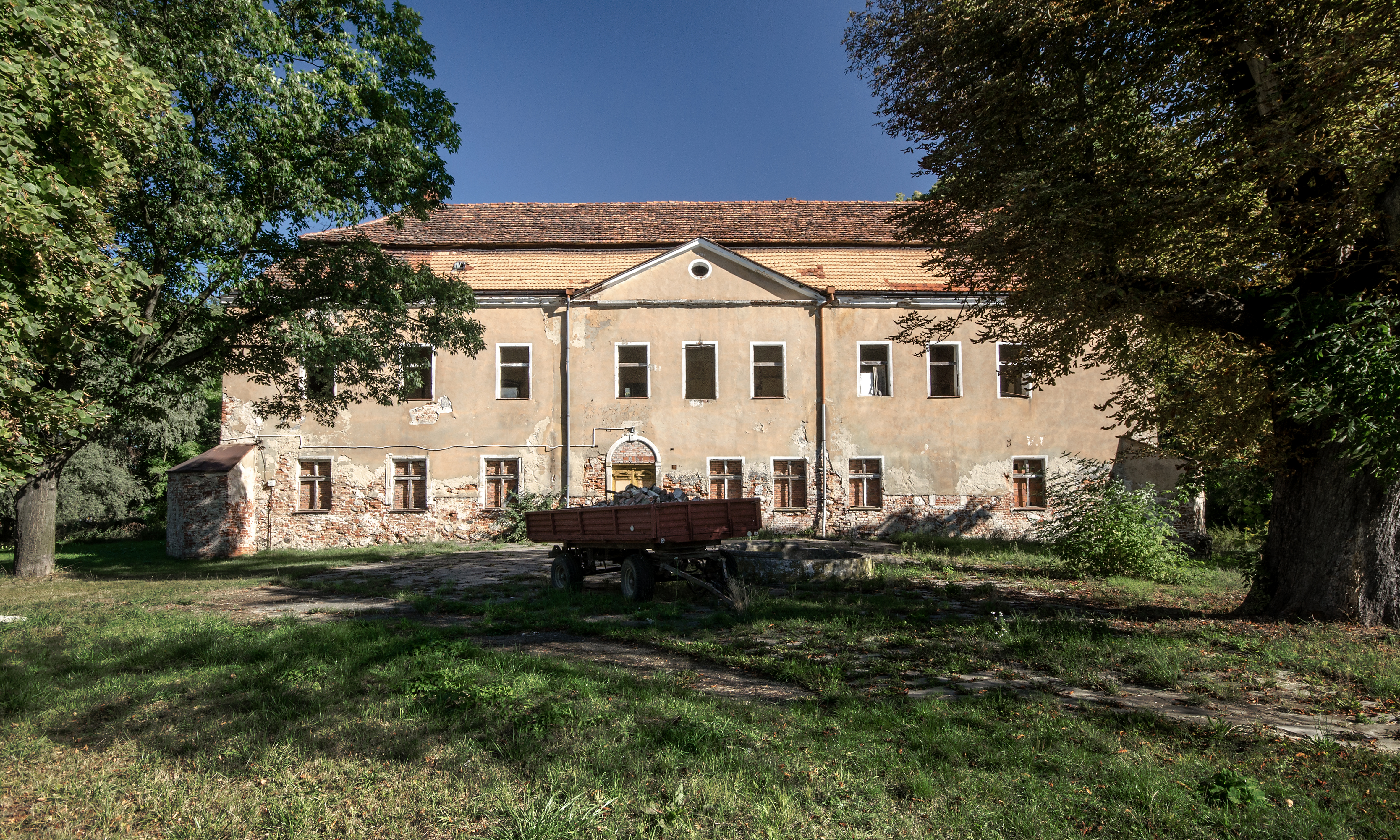
Herrenhaus
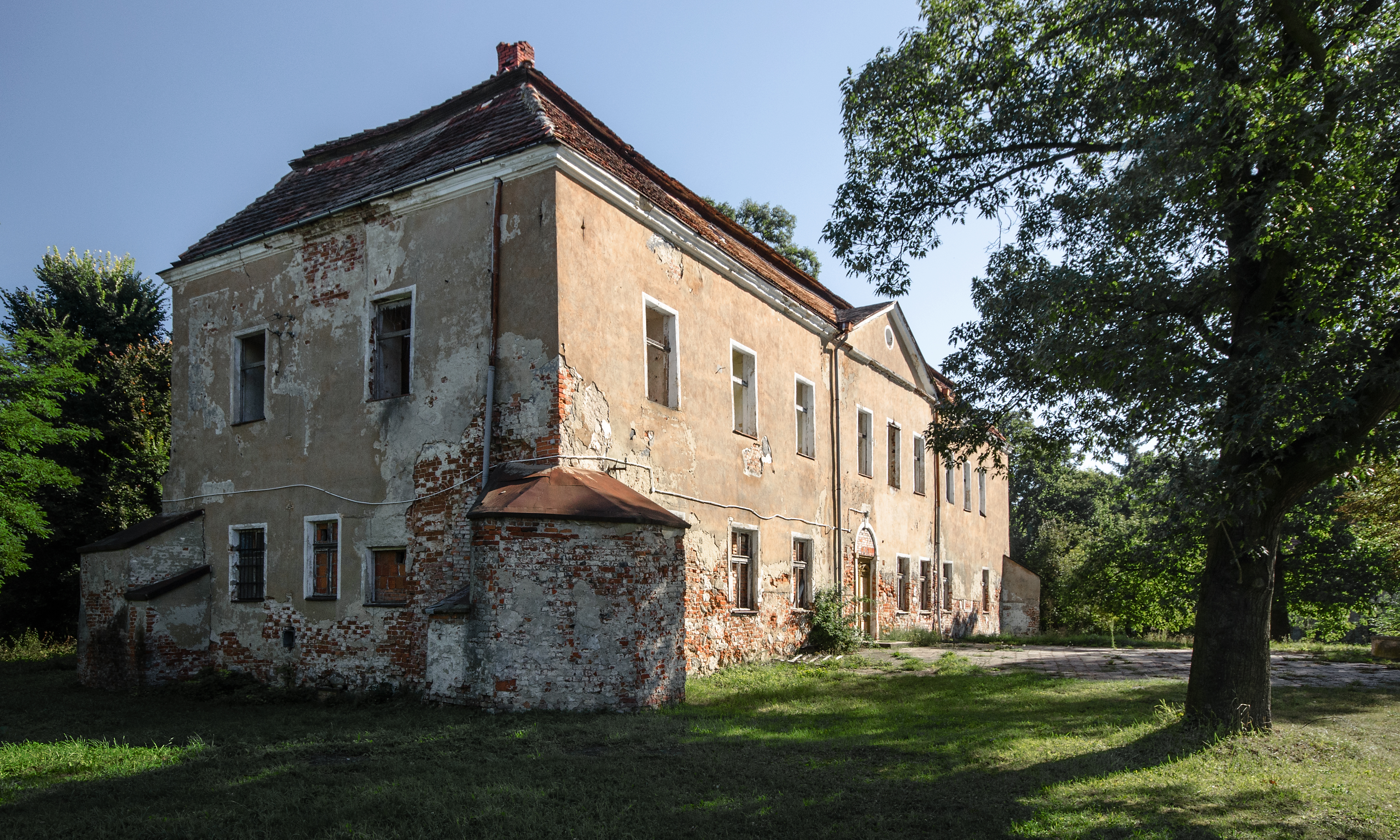
Herrenhaus
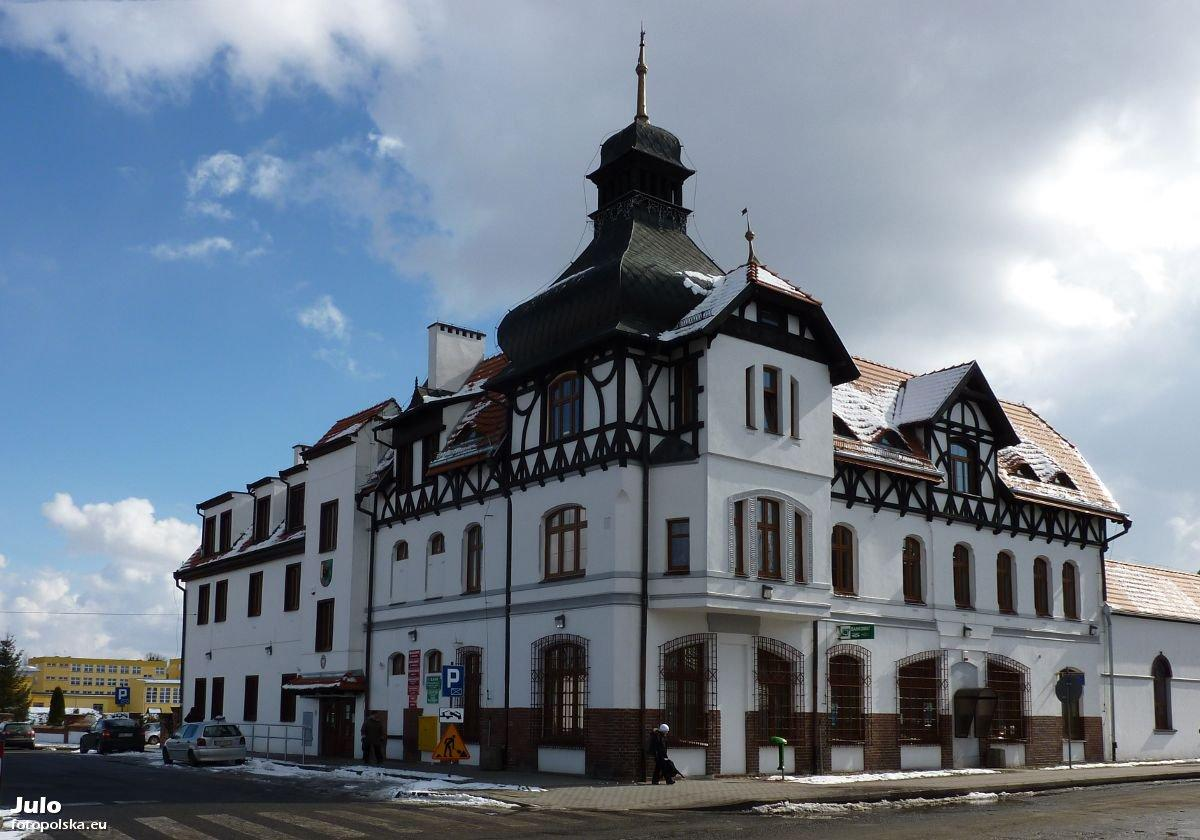
Rathaus

## Wirtschaft
Mit Grundschule, Mittelschule, Kindergarten, mehreren Geschäften, Banken, Restaurants, dem Gemeindebetrieb und der Forstinspektion ist die Stadt Verwaltungs- und Wirtschaftszentrum der Gemeinde.

## Verkehr

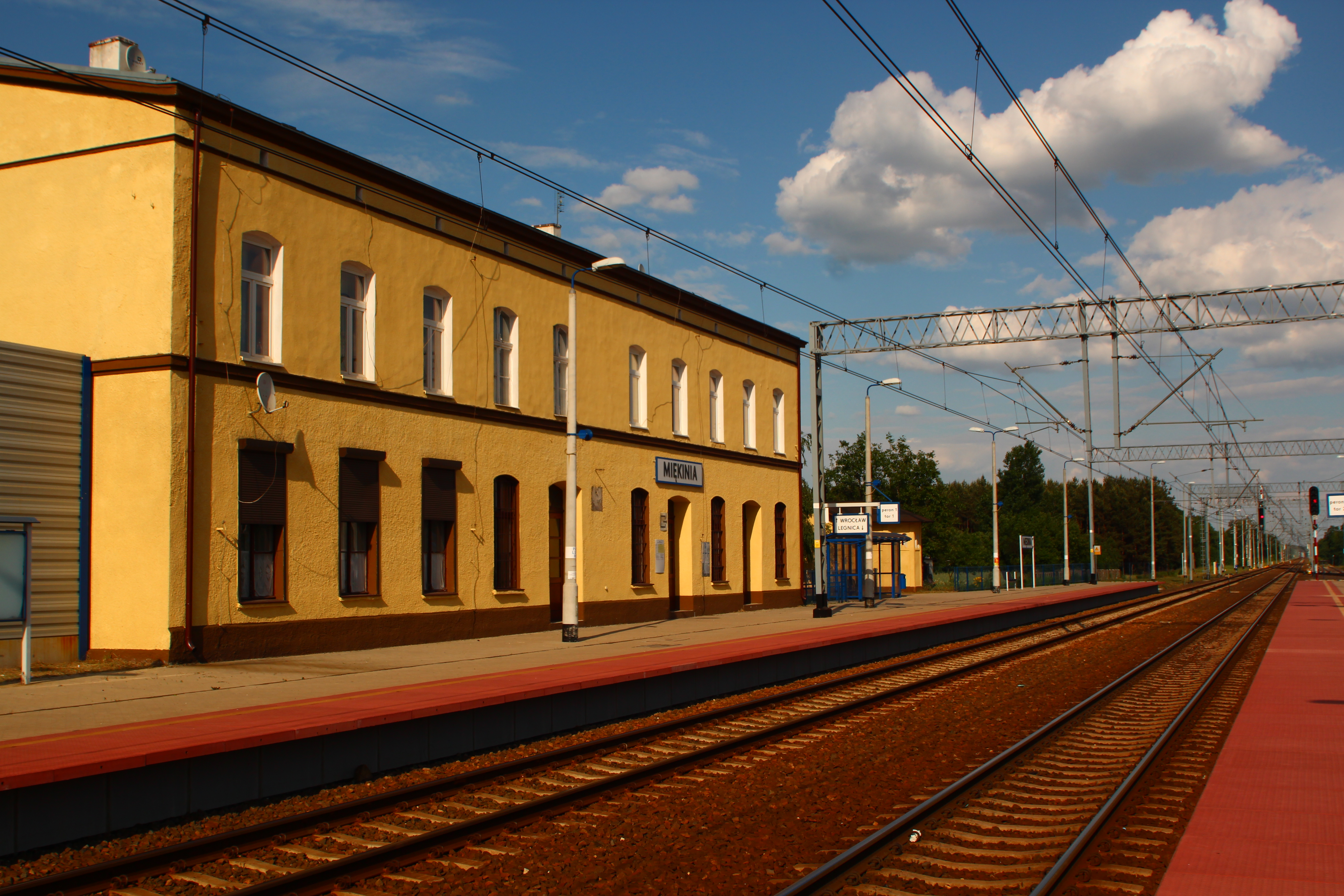
Bahnstation des Ortes

Die Landesstraße DK94 wird im Nachbardorf Błonie erreicht, sie führt von Zgorzelec/Görlitz im Westen nach Breslau im Osten. Miekinia hat einen Bahnhof an der Strecke von Breslau nach Żagań (Sagan), der früheren Niederschlesisch-Märkischen Eisenbahn. Der nächste internationale Flughafen ist Breslau.

## Persönlichkeiten
- Wilhelm Braune (1813–1862), Gutsbesitzer und Verwaltungsbeamter
- Robert Raudner (1854–1915), Landschafts- und Genremaler sowie Radierer.